# HTC Wildfire
HTC Wildfire ist der Name einer Baureihe von Smartphones mit Android-Betriebssystem, die von der HTC Corporation hergestellt wurden.

## Wildfire
Das HTC Wildfire ist das erste Modell der Baureihe. Es hat einen 528-MHz-Prozessor und wurde zunächst mit dem Android-Betriebssystem in der Version 2.1 geliefert. Die Version 2.2.1 erschien am 20. Dezember 2010.
Es sieht ähnlich aus wie das Smartphone Nexus One (das ebenfalls von HTC im Auftrag von Google Inc. hergestellt wird) und HTC Desire. Im Gegensatz zum Nexus One ist auf dem Wildfire die HTC-eigene Benutzeroberfläche Sense installiert, die unter anderem auch schon auf dem Windows-Smartphone HTC HD2 eingesetzt wird. Weiter unterscheidet es sich vom Nexus One durch den optischen Trackpoint, an dessen Stelle im Nexus One ein mechanisches Bedienelement eingebaut ist.
Das Gerät bietet eine 5-Megapixel-Kamera mit LED-Blitz, Bluetooth, WLAN, einen GPS-Empfänger, einen Beschleunigungssensor und einen Kompass. Die Displayauflösung beträgt 240 × 320 Pixel.
Der Name Wildfire wurde per Umfrage über Facebook von den Benutzern ausgewählt. 
Die neuere Version ist das HTC Wildfire S, mit doppelt so hoher Bildschirmauflösung und Android 2.3. Es erschien im zweiten Quartal 2011.

## Wildfire S
Das HTC Wildfire S, auch HTC Marvel genannt, kam im Mai 2011 als Nachfolger des Wildfire auf den Markt. Verbaut ist im Gegensatz zum HTC Wildfire ein mit 600 Megahertz getakteter Prozessor sowie ein Display mit einer Auflösung von 320 × 480 Pixeln. Es nutzt Android 2.3.3. Am 7. Dezember 2011 wurde eine Aktualisierung auf Android 2.3.5 veröffentlicht.
Das Wildfire S hat im Gegensatz zum Vorgänger keinen optischen Trackpoint. Es besitzt außer dem Touchscreen nur die vier darunter liegenden Sensortasten sowie die Lautstärkewippe links und den Ein-/Ausschalter oben.